# Marie Jannette Walen
Maria Cathérine (Marie) Jannette Walen (Amsterdam, 3 oktober 1881 – Hilversum, 9 januari 1968) was een Nederlands pianiste.

## Loopbaan
Ze kreeg haar opleiding aan de voorloper van het Conservatorium van Amsterdam (studeerde daar af in 1901) en in Leipzig. Ze had lessen van Julius Röntgen en Willem Mengelberg, maar ook van Raoul Pugno in Parijs. Ze trad enkele jaren op als soliste, maar eindigde in Hilversum als begeleidster en muziekpedagoge. Zo trad zij in 1921 aan bij het Amsterdamse Conservatorium van de Vereniging Muzieklyceum (ook een voorloper van het conservatorium, waarvan ze ook een van de grondlegsters was) en in 1935 bij het Goois Muzieklyceum. Zij was lerares van Hector Marinus, pianist van Indische komaf. 
Op 1 november 1909 vond een ontmoeting plaats met Alphons Diepenbrock en Aaltje Noordewier-Reddingius. Ze repeteerden de liederen die uitgevoerd werden op 4 november 1909.
Enkele concerten:
- 4 november 1909: Utrecht: Gebouw voor Kunsten en Wetenschappen: Aaltje Noordewier-Reddingius en Marie Jannette Walen met Ik ben in eenzaamheid niet alleen, Clair de lune en Der Abend van Diepenbrock;
- 14 maart 1914: Amsterdam: Concertgebouw: Henriette J. Metz speelde met Marie Jannette Walen Hymne voor viool en piano van Diepenbrock
- 26 november 1919: Amsterdam: Concertgebouw, kleine zaal: samen met Mary Dickenson-Auner met sonates van Johann Sebastian Bach, Max Reger en Gabriel Pierné
- 21 april 1933: Hilversum: Hof van Holland: samen met cellist Thomas Canivez
- 12 januari 1940: Hilversum: Muzieklyceum: samen cellist Thomas Canivez speelde ze de Sonate in fis mineur van Hendrik Andriessen op een concertavond met de muziekkeus van Henk Badings[4]

## Persoonlijk
Ze werd geboren in de Eerste Jacob van Campenstraat nr. 25 als dochter van boekhouder/ambtenaar Jacobus Johannes Christoffel Jannette Walen en Aletta Geertruida Broekman. Ze bleef ongetrouwd en stierf na een langdurig ziekbed op 86-jarige leeftijd in Hilversum.